# Gaby López
Maria Gabriela López Butron (nascida em 9 de novembro de 1993) é uma jogadora profissional mexicana de golfe.
Tornou-se profissional em 2015 e representou México na competição feminina de golfe nos Jogos Olímpicos de Verão de 2016, realizados no Rio de Janeiro, Brasil. Terminou sua participação em trigésimo sexto lugar no jogo por tacadas.